# Olympische Winterspiele 1964/Ski Alpin
Bei den IX. Olympischen Spielen 1964 in Innsbruck wurden sechs Wettbewerbe im Alpinen Skisport ausgetragen. Wettkampforte waren der Patscherkofel und die Axamer Lizum. Die drei Erstplatzierten in der Abfahrt, im Riesenslalom und im Slalom erhielten nebst den Olympiamedaillen auch Weltmeisterschaftsmedaillen, da diese Wettbewerbe gleichzeitig als 18. Alpine Skiweltmeisterschaften gewertet wurden. In der Alpinen Kombination wurden nur WM-Medaillen verliehen.

## Olympische Bilanz

### Medaillenspiegel
| Platz | Land               | Gold | Silber | Bronze | Gesamt |
| ----- | ------------------ | ---- | ------ | ------ | ------ |
| 1     | Frankreich         | 3    | 3      | –      | 6      |
| 2     | Österreich         | 3    | 2      | 2      | 7      |
| 3     | Vereinigte Staaten | –    | 2      | 2      | 4      |
| 4     | Deutschland        | –    | –      | 1      | 1      |

### Medaillengewinner
| Konkurrenz   | Gold             | Silber       | Bronze           |
| ------------ | ---------------- | ------------ | ---------------- |
| Abfahrt      | Egon Zimmermann  | Léo Lacroix  | Wolfgang Bartels |
| Riesenslalom | François Bonlieu | Karl Schranz | Josef Stiegler   |
| Slalom       | Josef Stiegler   | Billy Kidd   | Jimmy Heuga      |

| Konkurrenz   | Gold                | Silber                           | Bronze        |
| ------------ | ------------------- | -------------------------------- | ------------- |
| Abfahrt      | Christl Haas        | Edith Zimmermann                 | Traudl Hecher |
| Riesenslalom | Marielle Goitschel  | Christine Goitschel Jean Saubert | –             |
| Slalom       | Christine Goitschel | Marielle Goitschel               | Jean Saubert  |

## Vorschau
Vor allem im alpinen Herrenrennsport sei „diesmal nichts so sicher wie die Unsicherheit“. Mit dieser Feststellung leitete der Sport Zürich in seiner Ausgabe vom 29. Januar 1964 seine Vorschau ein. Vor allem der bisherige Winter mit wenig großen internationalen Kraftproben, die zudem meistens unter Verhältnissen von sich gingen, die die Grenzen der Regularität gestreift hätten, habe dies mit aller Deutlichkeit gezeigt. Außerdem seien alle Olympiagewinner von 1960 zurückgetreten.
Als großer Favorit (vor allem für den Riesenslalom) wurde Egon Zimmermann II aufgrund seiner Überlegenheit am Lauberhorn bezeichnet. Dass man Karl Schranz doch nicht denselben Kredit geben könne, liege darin, dass in eine Abfahrt viele Zufälligkeiten hineinspielen könnten – und es sei tatsächlich so, dass es am Patscherkofel das erste „richtige Abfahrtsrennen“ in diesem Winter geben werde (nach den Absagen der Klassiker in Wengen und Kitzbühel). Die beiden Abfahrten in Madonna di Campiglio hätten eine Streckenlänge von 2600 Meter gehabt, nun müsse das Stehvermögen für weitere 550 Meter reichen. Dieser bevorstehende erste große Zusammenprall der besten Abfahrer, bei dem es auch gleich um Medaillen gehe, könnte Überraschungen Tür und Tor öffnen. Im Slalom werde Titelhalter Charles Bozon (suspendiert und verletzt) nicht antreten, gute Chancen hätten Guy Périllat und ein letztes Mal François Bonlieu, auch Ludwig Leitner und Pepi Stiegler. Der Gesamteindruck würde für Vorteile für die Gastgeber in ihrem Duell gegen Frankreich sprechen, wobei nach den Eindrücken in der jüngsten Vergangenheit zumindest Schweizer (Josef Minsch, Dumeng Giovanoli, Willy Favre), Deutsche (Wolfgang Bartels, Ludwig Leitner) mit sehr guten Aussichten eingreifen könnten, vielleicht auch noch Buddy Werner.
Bei den Damen seien die Favoritenstellungen weit ausgeprägter. Einzig Heidi Biebl trete als Olympiasiegerin 1960 an, doch sie habe seit den Weltmeisterschaften 1962 in Christl Haas eine kaum zu schlagende Rivalin erhalten, wenn eine Goldmedaillengewinnerin so gut wie feststehe, so sei es diese. Im Slalom und auch Riesenslalom müsse stark mit Jean Saubert gerechnet werden. Ebenso gute Chancen, sich in den letztgenannten Disziplinen an die Spitze zu setzen, habe Marielle Goitschel, im Slalom sei aber auch auf Traudl Hecher, die sich in diesem Winter in Topform befindet, zu setzen. Die Aussichten für die Schweizer Läuferinnen würden noch nie so schlecht wie diesmal gegeben sein. Theres Obrecht sei immer noch leicht verletzt angereist, ins erste Dutzend könnten vielleicht Ruth Adolf und Fernande Bochatay kommen.

### Reglement
Für den alpinen Skilauf erlaubten die Bestimmungen 8 Läufer und 6 Läuferinnen. Da der ÖSV aber 12 Herren und 8 Damen in seinem Kader hatte, nahm Sportwart Dr. Sepp Sulzberger dementsprechende Punkteberechnungen auf Grund von als Qualifikationen angesehenen Rennen vor, denn die bloßen FIS-Punktelisten nahmen auf Vorjahrsverletzungen nicht Rücksicht.

## Männer

### Abfahrt
| Platz | Land | Sportler             | Zeit (min) |
| ----- | ---- | -------------------- | ---------- |
| 1     | AUT  | Egon Zimmermann      | 2:18,16    |
| 2     | FRA  | Léo Lacroix          | 2:18,90    |
| 3     | EUA  | Wolfgang Bartels     | 2:19,48    |
| 4     | SUI  | Josef Minsch         | 2:19,54    |
| 5     | EUA  | Ludwig Leitner       | 2:19,67    |
| 6     | FRA  | Guy Périllat         | 2:19,79    |
| 7     | AUT  | Gerhard Nenning      | 2:19,98    |
| 8     | SUI  | Willy Favre          | 2:20,23    |
| 9     | EUA  | Willy Bogner         | 2:20,72    |
| 10    | AUT  | Heinrich Messner     | 2:20,74    |
| 11    | AUT  | Karl Schranz         | 2:20,98    |
| 12    | EUA  | Fritz Wagnerberger   | 2:21,03    |
| 13    | SUI  | Dumeng Giovanoli     | 2:21,16    |
|       |      |                      |            |
| 18    | SUI  | Georg Grünenfelder   | 2:22,69    |
| 48    | LIE  | Hans-Walter Schädler | 2:35,84    |
| 52    | LIE  | August Wolfinger     | 2:37,25    |
| 53    | LIE  | Josef Gassner        | 2:37,38    |

Datum: 30. Januar, 12:00 Uhr

Piste: „Patscherkofel“

Start: 1952 m, Ziel: 1085 m

Höhendifferenz: 867 m, Streckenlänge: 3120 m

Tore: 14
84 Teilnehmer, davon 77 in der Wertung.
Zimmermann war bereits im «Nonstoptraining» Bestzeit gefahren (2:21,0 min); Lacroix war in 2:22,6 min Zweiter vor Killy, Werner, Messner, Kidd. Schranz gewesen. Die Franzosen mussten den Weltmeisterschafts-Zweiten Émile Viollat ersetzen, der am 27. Januar bei einem Trainingssturz (er war mit der Schulter an einer Torstange hängengeblieben) einen Schlüsselbeinbruch erlitten hatte. Für ihn wurde Pierre Stamos einberufen.
Rund 50.000 Zuschauer waren anwesend. Billy Kidd startete um 12:01 Uhr als Erster. Jean-Claude Killy (Nr. 9) stürzte bald nach dem Start und war in 2:32,96 weit abgehängt. Zu den Verlierern zählte auch Karl Schranz: Er fühlte sich nicht topfit, und er fand von Beginn an nicht die richtige Spur. Zimmermann (Nr. 7) holte seinen Vorsprung im oberen Streckenteil heraus, als er bereits 0,8 s vor Lacroix lag, verlor diesen aber im untersten, als „Velodrom“ bezeichnetem Abschnitt fast ganz. Er hatte sich ein völlig neues Skimodell angeschnallt, einen Metallski mit fünf Rillen (bisher hatten Touristen- und auch Rennmodelle eine Längsrille, höchstens zwei). Als Mannschaft beeindruckte Deutschland am meisten, wobei Willy Bogner statt Eberhard Riedel in das Team berufen worden war. Dumeng Giovanoli war als Geheimfavorit gehandelt worden, blieb aber hinter den Erwartungen. Demgegenüber holten Guy Périllat, Kidd, Nenning und Messner ein ihrem Niveau entsprechendes Ergebnis. Es gab einen schweren Unfall: Der für Indien startende Pole Jeremy Bujakowski, der nach einem Sturz im oberen Teil mit dem Kopf gegen einen Baum gestoßen und bewusstlos liegen geblieben war, musste in die Innsbrucker Universitätsklinik gebracht werden, wo eine mittelschwere Gehirnerschütterung festgestellt wurde.

### Riesenslalom
| Platz | Land | Sportler             | Zeit (min) |
| ----- | ---- | -------------------- | ---------- |
| 1     | FRA  | François Bonlieu     | 1:46,71    |
| 2     | AUT  | Karl Schranz         | 1:47,09    |
| 3     | AUT  | Josef Stiegler       | 1:48,05    |
| 4     | SUI  | Willy Favre          | 1:48,69    |
| 5     | FRA  | Jean-Claude Killy    | 1:48,92    |
| 6     | AUT  | Gerhard Nenning      | 1:49,68    |
| 7     | USA  | Billy Kidd           | 1:49,97    |
| 8     | EUA  | Ludwig Leitner       | 1:50,04    |
| 9     | SUI  | Josef Minsch         | 1:50,61    |
| 10    | FRA  | Guy Périllat         | 1:50,75    |
|       |      |                      |            |
| 14    | SUI  | Beat von Allmen      | 1:54,04    |
| 15    | EUA  | Eberhard Riedel      | 1:54,17    |
| 19    | SUI  | Edmund Bruggmann     | 1:55,30    |
| 40    | LIE  | Hans-Walter Schädler | 2:05,08    |
| 46    | LIE  | August Wolfinger     | 2:10,64    |
| 47    | LIE  | Josef Gassner        | -          |

Datum: 2. Februar, 12:30 Uhr

Piste: „Birgitzköpfl“, Axamer Lizum

Start: 2100 m, Ziel: 1570 m

Höhendifferenz: 530 m, Streckenlänge: 1250 m

Tore: 75
96 Teilnehmer, davon 80 in der Wertung. Ausgeschieden u. a.: Wolfgang Bartels (EUA), Willy Bogner (EUA), Jimmy Heuga (USA), Buddy Werner (USA), Egon Zimmermann (AUT).
Die ursprünglich angegebene Streckenlänge von 1250 Meter wurde am 31. Januar auf 1500 Meter korrigiert. Zunächst unterbot Bonlieu Stieglers Zeit um 1,34 Sekunden. Wolfgang Bartels gab nach einem Sturz im oberen Teil auf. Nach ihm lag Gerhard Nenning gut im Rennen, vergab aber seine Chancen im Zielbereich. Heugas 1:48,76 hätten Rang 5 bedeutet, doch er hatte einen Torfehler begangen. Obwohl er vor dem Ziel fast stürzte, bewahrte Willy Favre vorerst seine Anwartschaft auf eine Medaille. Abfahrtssieger Egon Zimmermann (Nr. 12) wurde vorerst mit bester Zwischenzeit gemessen, doch hatte er zu viel riskiert, fädelte bei Tor Nr. 15 ein und gab drei Tore weiter nach einem Rutscher auf. Karl Schranz fuhr ein Tor verkehrt an. Edmund Bruggmann, der einige Wochen zuvor in Hindelang den Riesenslalom gewonnen hatte, kam trotz Sturz auf Platz 19. (Nebst James Heuga wurde u. a. auch Willy Bogner (Zwanzigster) disqualifiziert.)

### Slalom
| Platz | Land | Sportler             | Zeit (min) |
| ----- | ---- | -------------------- | ---------- |
| 1     | AUT  | Josef Stiegler       | 2:11,13    |
| 2     | USA  | Billy Kidd           | 2:11,27    |
| 3     | USA  | Jimmy Heuga          | 2:11,52    |
| 4     | FRA  | Michel Arpin         | 2:12,91    |
| 5     | EUA  | Ludwig Leitner       | 2:12,94    |
| 6     | SUI  | Adolf Mathis         | 2:12,99    |
| 7     | AUT  | Gerhard Nenning      | 2:13,20    |
| 8     | USA  | Buddy Werner         | 2:13,46    |
| 9     | EUA  | Wolfgang Bartels     | 2:15,92    |
| 10    | SUI  | Stefan Kälin         | 2:16,04    |
|       |      |                      |            |
| 13    | EUA  | Ernst Scherzer       | 2:18,10    |
| 14    | SUI  | Willy Favre          | 2:18,22    |
| 18    | EUA  | Eberhard Riedel      | 2:18,85    |
| 21    | AUT  | Mathias Leitner      | 2:19,64    |
| 24    | AUT  | Karl Schranz         | 2:21,58    |
| 36    | LIE  | Hans-Walter Schädler | 2:32,00    |

Qualifikationsslalom 7. Februar, 11:00 Uhr

Piste: „Birgitzköpfl“, Axamer Lizum

Start: 1730 m, Ziel: 1600 m

Höhendifferenz: 130 m, Streckenlänge: 350 m
Spezialslalom 8. Februar, 12:00 Uhr

Piste: „Birgitzköpfl“, Axamer Lizum

Start: 1770 m, Ziel: 1570 m

Höhendifferenz: 200 m, Streckenlänge: 470 m

1. Lauf: 78 Tore, Kurssetzer Ernst Oberaigner (AUT)

2. Lauf: 71 Tore, Kurssetzer Hermann Nogler (ITA)
95 Teilnehmer, davon 50 im Hauptbewerb und 39 in der Wertung. Ausgeschieden u. a.: François Bonlieu (FRA), Chuck Ferries (USA), Bengt-Erik Grahn (SWE), Jean-Claude Killy (FRA), Josef Minsch (SUI).
Von den Österreichern sollte neben Schranz, Nenning und Matthias Leitner auch Stiegler starten. Laut Aussage von Sportwart Sepp Sulzberger käme Zimmermann nach seinem Riesenslalom-Ausfall nicht in Frage. Am 4. Februar wurde bekannt, dass über höhere Intervention eine geheim gehaltene Ausscheidung zwischen Zimmermann und Stiegler auf der Damen-Riesenslalomstrecke in der Lizum stattgefunden hatte, die Zimmermann gewonnen hatte. Es gab weitere Interventionen (das Ausscheidungsrennen war ohne Wissen der Mannschaftsbetreuer durchgeführt worden) und am 5. Februar wurde doch Stiegler nominiert. Den Kurs hatte Hanspeter Lanig ausgesteckt, denn es gab auch für die deutsche Slalom-Mannschaft eine Ausscheidung.
Am 7. Februar fanden in der Lizum zwei Qualifikationsläufe statt, zu denen sich bei 5000 Zuschauer eingefunden hatten. Im ersten Lauf qualifizierten sich die besten 25 für das eigentliche Rennen am 8. Februar, in einem zweiten Lauf fuhren alle Langsameren und Gestürzten um weitere 25 Startplätze. Matthias Leitner wurde in seinem Lauf behindert und durfte nochmals starten: Im Mittelteil waren drei Läufer in einem Knäuel verstrickt (darunter der iranische Prinz Karim Aga Khan). Leitner stieg zwar mit einem Ski über dieses Hindernis hinweg, doch dann ging beim zweiten Ski die Bindung auf. Im zweiten Lauf konnten sich u. a. noch Jean-Claude Killy und Eberhard Riedel qualifizieren.
Nach dem ersten Durchgang des eigentlichen Rennens lag Stiegler klar vor Schranz und Nenning in Führung. Im zweiten Lauf versuchte Schranz, der unmittelbar hinter Stiegler ins Rennen ging, doch noch die Goldmedaille zu erringen, kam aber zu Sturz, womit er auch seine gute Chance auf Kombinationsgold vergab. Silber und Bronze für die beiden US-Läufer Kidd und Heuga stellten eine Überraschung dar. Bei Ludwig Leitners eher vorsichtigen Fahrt war zu erkennen, dass er Kombinationsgold anvisierte.

## Frauen

### Abfahrt
| Platz | Land | Sportlerin           | Zeit (min) |
| ----- | ---- | -------------------- | ---------- |
| 1     | AUT  | Christl Haas         | 1:55,39    |
| 2     | AUT  | Edith Zimmermann     | 1:56,42    |
| 3     | AUT  | Traudl Hecher        | 1:56,66    |
| 4     | EUA  | Heidi Biebl          | 1:57,87    |
| 5     | EUA  | Barbara Henneberger  | 1:58,03    |
| 6     | FRA  | Madeleine Bochatay   | 1:59,11    |
| 7     | CAN  | Nancy Greene         | 1:59,23    |
| 8     | FRA  | Christine Terraillon | 1:59,66    |
| 9     | FRA  | Annie Famose         | 1:59,86    |
| 10    | FRA  | Marielle Goitschel   | 2:00,77    |
|       |      |                      |            |
| 12    | EUA  | Burgl Färbinger      | 2:01,23    |
| 17    | SUI  | Heidi Obrecht        | 2:02,23    |
| 19    | SUI  | Theres Obrecht       | 2:02,41    |
| 20    | SUI  | Ruth Adolf           | 2:02,59    |
| 22    | AUT  | Edda Kainz           | 2:02,69    |
| 23    | EUA  | Heidi Mittermaier    | 2:03,05    |

Datum: 6. Februar, 13:00 Uhr

Piste: „Hoadl“, Axamer Lizum

Start: 2310 m, Ziel: 1605 m

Höhendifferenz: 705 m, Streckenlänge: 2510 m

Tore: 24
43 Teilnehmerinnen, alle in der Wertung.
Im abschließenden Non-Stop-Training war Edith Zimmermann Schnellste vor Annie Famose und Pia Riva gewesen. Die Zeiten des vorolympischen Rennens im Jahr 1963 waren wegen der veränderten Strecke nicht zu vergleichen.
In der Nacht auf den Renntag hatte es acht Zentimeter Neuschnee gegeben, der aus der Bahn geräumt werden musste. Auch die Temperaturen hatten stark angezogen, es blies ein eiskalter Nordwind. Es kam auf die richtige Wachswahl an und noch vor dem Rennen ordnete Österreichs Trainer Gamon Tests auf der Riesenslalomstrecke an. Die Startreihenfolge brachte es mit sich, dass immer wieder eine der Österreicherinnen die Führung übernahm. Die Überlegenheit des Siegertrios gegenüber den übrigen Fahrerinnen war enorm. Haas hatte schon im oberen Streckenteil 0,8 Sekunden Vorsprung herausgefahren. Zimmermann war in der technisch schwierigsten Passage, dem Gufel-Steilhang, die Schnellste. Hier verlor anderseits Hecher einiges an ihrer Zeit. Die Bedingungen waren gleichmäßig.

### Riesenslalom
| Platz | Land | Sportlerin          | Zeit (min) |
| ----- | ---- | ------------------- | ---------- |
| 1     | FRA  | Marielle Goitschel  | 1:52,24    |
| 2     | USA  | Jean Saubert        | 1:53,11    |
| 2     | FRA  | Christine Goitschel | 1:53,11    |
| 4     | AUT  | Christl Haas        | 1:53,86    |
| 5     | FRA  | Annie Famose        | 1:53,89    |
| 6     | AUT  | Edith Zimmermann    | 1:54,21    |
| 7     | EUA  | Barbara Henneberger | 1:54,26    |
| 8     | AUT  | Traudl Hecher       | 1:54,55    |
| 9     | SUI  | Fernande Bochatay   | 1:54,59    |
| 9     | ITA  | Pia Riva            | 1:54,59    |
| 11    | SUI  | Theres Obrecht      | 1:54,91    |
| 12    | SUI  | Ruth Adolf          | 1:55,83    |
| 13    | AUT  | Marianne Jahn       | 1:55,95    |
|       |      |                     |            |
| 15    | SUI  | Françoise Gay       | 1:57,21    |
| 18    | EUA  | Burgl Färbinger     | 1:58,84    |
| 22    | EUA  | Heidi Mittermaier   | 2:00,77    |

Datum: 3. Februar, 12:30 Uhr

Piste: „Birgitzköpfl“, Axamer Lizum

Start: 2050 m, Ziel: 1550 m

Höhendifferenz: 500 m, Streckenlänge: 1250 m

Tore: 59
46 Teilnehmerinnen, davon 42 in der Wertung. Ausgeschieden u. a.: Heidi Biebl (EUA), Madeleine Bochatay (FRA).
Bei frühlingshaftem Wetter erreichte der Zuschauerstrom zwar nicht das gleiche Ausmaß wie bei den Herrenrennen, doch war die in einer breiten Waldschneise gelegene Schattenpartie von etwa 400 Meter Länge, auf die nach einer Richtungsänderung um fast 90 Grad die verhältnismäßig flache, der Sonnenbestrahlung ausgesetzte Zieleinfahrt folgte, schon zwei Stunden vor dem Start ziemlich stark bevölkert. Es herrschte aber längs der Rennstrecke eine nicht sonderlich zuversichtliche Stimmung. Was sich im Slalom angedeutet hatte, bewies der Riesenslalom: Die Goitschel-Schwestern und Saubert repräsentierten eine eigene Klasse in den alpinen Damenbewerben. Noch ausgeprägter als im Slalom kam diesmal der Vorsprung der beiden Goitschel-Schwestern und der Amerikanerin Saubert in Bezug auf «Skiführung, Körperbeherrschung, Souplesse und technische Fertigkeit» im Vergleich zu den andern zum Ausdruck. Einen Scherz hatten sich Marielle Goitschel und Jean-Claude Killy am Vorabend erlaubt, als sie ihre angebliche Verlobung bekanntgaben. Entsprechend fielen die Schlagzeilen der Zeitungen aus.

### Slalom
| Platz | Land | Sportlerin                 | Zeit (min) |
| ----- | ---- | -------------------------- | ---------- |
| 1     | FRA  | Christine Goitschel        | 1:29,86    |
| 2     | FRA  | Marielle Goitschel         | 1:30,77    |
| 3     | USA  | Jean Saubert               | 1:31,36    |
| 4     | EUA  | Heidi Biebl                | 1:34,04    |
| 5     | AUT  | Edith Zimmermann           | 1:34,27    |
| 6     | AUT  | Christl Haas               | 1:35,11    |
| 7     | NOR  | Liv Jagge-Christiansen     | 1:36,38    |
| 8     | BEL  | Patricia du Roy de Blicquy | 1:37,01    |
| 9     | ITA  | Pia Riva                   | 1:37,20    |
| 10    | EUA  | Barbara Henneberger        | 1:37,55    |
| 10    | EUA  | Heidi Mittermaier          | 1:37,55    |
|       |      |                            |            |
| 13    | SUI  | Françoise Gay              | 1:39,00    |
| 14    | SUI  | Heidi Obrecht              | 1:39,33    |
| 25    | SUI  | Theres Obrecht             | 1:54,09    |

Datum: 1. Februar, 12:00 Uhr

Piste: „Birgitzköpfl“, Axamer Lizum

Start: 1730 m, Ziel: 1600 m

Höhendifferenz: 130 m, Streckenlänge: 350 m

1. Lauf: 51 Tore, Kurssetzer: Suter (SUI)

2. Lauf: 56 Tore, Kurssetzer: Hermann Gamon (AUT)
46 Teilnehmerinnen, davon 28 in der Wertung. Ausgeschieden u. a.: Fernande Bochatay (SUI), Giustina Demetz (ITA), Annie Famose (FRA), Burgl Färbinger (EUA), Barbara Ferries (USA), Divina Galica, Gina Hathorn (beide GBR), Traudl Hecher, Marianne Jahn (beide AUT), Astrid Sandvik (NOR).
In einer Vorschau hatte Émile Allais die Meinung vertreten, dass vor allem wegen der Steilheit des Hanges der Slalom zu schwer sein werde. Am meisten wurden Marielle Goitschel und Jean Saubert für die Medaillen genannt, wobei diese mit den Nummern 1 und 8 einen Vorteil hätten. Es kam leicht anders, denn die um ein Jahr ältere Christine gewann mit Nr. 14, wobei Marielle, die eine Medaille bereits so gut wie sicher hatte, im zweiten Lauf nicht bis zur letzten Konsequenz forciert hatte. Weltmeisterin Marianne Jahn stürzte recht früh. Auffallend auch die Zeitdifferenz (2,68 s) zwischen Saubert und der Viertplatzierten Biebl, die mit einem Meniskusschaden im rechten Knie, der bei einem kleinen Waldlauf am Morgen akut geworden war, angetreten war.

## Weltmeisterschaften

### Kombination (Männer)
| Platz | Land | Sportler        | Punkte |
| ----- | ---- | --------------- | ------ |
| 1     | EUA  | Ludwig Leitner  | 33,99  |
| 2     | AUT  | Gerhard Nenning | 34,37  |
| 3     | USA  | Billy Kidd      | 36,45  |
| 4     | SUI  | Willy Favre     | 48,82  |
| 5     | FRA  | Guy Périllat    | 51,56  |
| 6     | AUT  | Karl Schranz    | 54,75  |

Für den Kombinationsbewerb wurden keine Olympiamedaillen vergeben, sondern nur WM-Medaillen. Die Positionen wurden nach einem Punktesystem aus den Ergebnissen der Abfahrt, des Riesenslaloms und des Slaloms ermittelt.
Vor dem abschließenden Slalom war Schranz nach zwei Bewerben mit 15,33 Punkten knapp vor Bonlieu (16,22), Favre (21,59), Nenning (26,10)
und Ludwig Leitner (26,73) voran gelegen.

### Kombination (Frauen)
| Platz | Land | Sportlerin          | Punkte |
| ----- | ---- | ------------------- | ------ |
| 1     | FRA  | Marielle Goitschel  | 34,82  |
| 2     | AUT  | Christl Haas        | 40,11  |
| 3     | AUT  | Edith Zimmermann    | 43,13  |
| 4     | USA  | Jean Saubert        | 58,76  |
| 5     | EUA  | Barbara Henneberger | 70,40  |
| 6     | ITA  | Pia Riva            | 92,50  |

Für den Kombinationsbewerb wurden keine Olympiamedaillen vergeben, sondern nur WM-Medaillen. Die Positionen wurden nach einem Punktesystem aus den Ergebnissen der Abfahrt, des Riesenslaloms und des Slaloms ermittelt.
Christine Goitschel war nach Slalom und Riesenslalom voran gelegen, u. zw. mit 4,96 Punkten, ihre Schwester Marielle folgte mit 5,64; die weitere Reihung hatte Saubert (14,16), Edith Zimmermann (37,27) und Haas (40,11) gelautet. Auf den Rängen 7 und 8 waren Henneberger (55,74) und Biebl (75,13) klassiert. Doch der französische Ski-Coach Honoré Bonnet stellte Christine Goitschel für die Abfahrt nicht auf, sondern Christine Terraillon, weil diese „in dieser Saison die besseren Resultate erzielt hatte“.